# Station Baden (Kr Verden)
Station Baden (Kr Verden) (Bahnhof Baden (Kr Verden)) is een spoorwegstation in de Duitse plaats Baden, in de deelstaat Nedersaksen. Het station ligt aan de spoorlijn Wunstorf - Bremerhaven. Op het station stoppen alleen Regio-S-Bahntreinen van Bremen en Nedersaksen op het station. Het station telt twee perronsporen.

## Treinverbindingen
De volgende treinserie doet station Baden (Kr Verden) aan:
| Serie | Treinsoort                  | Route                                                                                    | Bijzonderheden                            |
| ----- | --------------------------- | ---------------------------------------------------------------------------------------- | ----------------------------------------- |
| RS1   | Regio-S-Bahn (NordWestBahn) | Bremen-Farge – Bremen-Vegesack – Bremen Hbf – Achim – Baden (Kr Verden) – Verden (Aller) | Extra spitsritten tussen Vegesack en Hbf. |